# انریکه لارریناگا
انریکه لارریناگا (انگلیسی: Enrique Larrinaga; ۲۰ ژوئن ۱۹۱۰ – ۸ مهٔ ۱۹۹۳) بازیکن فوتبال اهل اسپانیا بود.
از باشگاه‌هایی که در آن بازی کرده‌است می‌توان به باشگاه فوتبال راسینگ سانتاندر اشاره کرد.
وی همچنین در تیم‌های ملی فوتبال اسپانیا و باسک بازی کرده‌است.